# Maricopodynerus sericifrons
Maricopodynerus sericifrons är en stekelart som beskrevs av Richard Mitchell Bohart 1950. Maricopodynerus sericifrons ingår i släktet Maricopodynerus och familjen Eumenidae. Inga underarter finns listade i Catalogue of Life.